# Antoine Bernier
Antoine Rudy Bernier (Dinant, 10 september 1997) is een Belgisch voetballer die sinds 2020 uitkomt voor RFC Seraing. Bernier is een vleugelspeler die bij voorkeur wordt uitgespeeld als linksvoor.

## Carrière

### Jeugd
Bernier begon zijn carrière bij CS Onhaye. Hij stroomde er in het seizoen 2013/14 door naar het eerste elftal in Vierde klasse D, waar ook zijn oudere broer Florent speelde. Bernier trok al gauw de aandacht van een paar eersteklassers: zo ging hij testen bij Club Brugge en kon hij ook testen bij Standard Luik, maar toen zijn broer bij laatstgenoemde club een negatieve ervaring opliep wees hij de Luikenaars af. Het was uiteindelijk RSC Anderlecht dat hem in 2014 binnenhaalde.
In mei 2016 ondertekende Bernier zijn eerste profcontract bij Anderlecht. In het seizoen 2015/16 had hij met Anderlecht de halve finale van de UEFA Youth League gehaald, mede dankzij een doelpunt van hem in de 2-0-zege tegen FC Barcelona in de kwartfinale. Bernier slaagde er echter niet om door te stromen naar het eerste elftal, waarop hij in 2018 de beloften van Anderlecht transfervrij inruilde voor Antwerp FC. Daar speelde hij een half seizoen bij de beloften, waar hij in elf wedstrijden vier keer scoorde.

### Lierse Kempenzonen
In januari 2019 mocht Bernier met het eerste elftal van Antwerp mee op winterstage naar Spanje, maar nog in dezelfde maand werd hij voor de rest van het seizoen uitgeleend aan Lierse Kempenzonen. Daar maakte hij op 19 januari 2019 zijn profdebuut in de competitiewedstrijd tegen RFC Seraing (2-1-winst). In zijn tweede officiële wedstrijd droeg hij met twee goals bij aan de 0-4-zege tegen Dessel Sport, twee weken later was hij tegen KSV Oudenaarde opnieuw goed voor een tweeklapper. In de play-offs voor promotie scoorde hij eenmaal: Bernier opende de score in het 2-2-gelijkspel tegen Thes Sport, dat eerste was geëindigd in de reguliere competitie. Het was uiteindelijk niet Lierse Kempenzonen of Thes Sport, maar Excelsior Virton dat promoveerde naar Eerste klasse B.

### F91 Dudelange
In de zomer van 2019 volgde een nieuwe uitleenbeurt, ditmaal aan de Luxemburgse eersteklasser F91 Dudelange. Daar speelde hij 28 officiële wedstrijden in het eerste elftal, waarvan 12 Europese: nadat de club in de Champions League-voorrondes (zonder Bernier) werd gewipt door Valletta FC, schakelde het in de Europa Legue-voorrondes achtereenvolgens FK Shkëndija 79 Tetovo, Nõmme Kalju FC en FC Ararat-Armenia uit, waarna het in een groep met APOEL Nicosia, Sevilla FC en FK Qarabağ terechtkwam. Bernier speelde in alle twaalf de Europa League-duels mee en scoorde zowel op de eerste speeldag (in de 3-4-zege tegen APOEL Nicosia) als op de tweede speeldag (1-4-nederlaag tegen Qarabağ).
In de BGL Ligue moest hij voor zijn eerste basisplaats wachten op trainer Bertrand Crasson, die in september 2019 zijn landgenoot Emilio Ferrera was komen vervangen. Dudelange, dat daarvoor vier landstitels op rij had behaald, stond op dat moment in de rechterkolom nadat het onder Ferrera met 4 op 15 aan de competitie was begonnen. Toen de competitie in maart 2020 werd stilgelegd vanwege de coronapandemie stond Dudelange slechts vijfde, het slechtste eindresultaat sinds de negende plaats in het seizoen 1996/97. Bernier scoorde in de competitie slechts één keer, maar deelde wel vier assists uit, waaronder in de 0-1-zege tegen Jeunesse Esch en het 2-2-gelijkspel tegen FC UNA Strassen.

### RFC Seraing
Na afloop van zijn uitleenbeurt aan Dudelange ruilde Bernier Antwerp op definitieve basis voor RFC Seraing, waar hij een contract voor een seizoen met optie ondertekende. Samen met hem maakte ook Gaël Kakudji de overstap van Deurne naar Seraing. Bernier, die in het Pairaystadion zijn ex-trainer van bij Dudelange Emilio Ferrera opnieuw tegenkwam, groeide bij Seraing meteen uit tot een vaste waarde. Op het einde van zijn debuutseizoen promoveerde hij met de club naar de Jupiler Pro League. In de terugwedstrijd van de barragewedstrijden tegen Waasland-Beveren, de nummer vijftien uit de Jupiler Pro League, legde hij in de blessuretijd de 2-5-eindscore vast.
Na de promotie naar de Jupiler Pro League kwam Bernier, die in het tussenseizoen zijn contract verlengde tot 2023, minder aan spelen toe. Op de eerste twee competitiespeeldagen kreeg hij nog een basisplaats als linksbuiten, maar daarna posteerde trainer Jordi Condom Aulí daar Gérald Kilota, die in het seizoen daarvoor nog als linksback speelde.

## Clubstatistieken
| Seizoen         | Club                 | Land               | Competitie             | Competitie | Competitie | Beker | Beker | Europees | Europees | Totaal | Totaal |
| Seizoen         | Club                 | Land               | Competitie             | Wed.       | Dlp.       | Wed.  | Dlp.  | Wed.     | Dlp.     | Wed.   | Dlp.   |
| --------------- | -------------------- | ------------------ | ---------------------- | ---------- | ---------- | ----- | ----- | -------- | -------- | ------ | ------ |
| 2018/19         | Antwerp FC           | Vlag van België    | Eerste klasse A        | 0          | 0          | 0     | 0     | —        | —        | 0      | 0      |
| 2018/19         | → Lierse Kempenzonen | Vlag van België    | Eerste klasse amateurs | 14         | 5          | 0     | 0     | —        | —        | 14     | 5      |
| 2019/20         | → F91 Dudelange      | Vlag van Luxemburg | Nationaldivisioun      | 14         | 1          | 2     | 0     | 12       | 2        | 28     | 3      |
| 2020/21         | RFC Seraing          | Vlag van België    | Eerste klasse B        | 28         | 6          | 2     | 0     | —        | —        | 30     | 6      |
| 2021/22         | RFC Seraing          | Vlag van België    | Eerste klasse A        | 29         | 1          | 3     | 0     | —        | —        | 32     | 1      |
| 2022/23         | RFC Seraing          | Vlag van België    | Eerste klasse A        | 0          | 0          | 0     | 0     | —        | —        | 0      | 0      |
| Carrière totaal | Carrière totaal      | Carrière totaal    | Carrière totaal        | 82         | 13         | 7     | 0     | 12       | 2        | 101    | 15     |

Bijgewerkt op 30 september 2021.